# Clarksville (Indiana)
Clarksville è una città degli Stati Uniti d'America, situata nello Stato dell'Indiana e in particolare nella Contea di Clark, lungo la riva del fiume Ohio.